# Bupleurum aira
Bupleurum aira är en flockblommig växtart som beskrevs av Sven E. Snogerup. Bupleurum aira ingår i släktet harörter, och familjen flockblommiga växter. Inga underarter finns listade i Catalogue of Life.